# لوري كينغ
لوري كينغ (بالإنجليزية: Laurie King)‏ هو لاعب كرة قدم أسترالية أسترالي، ولد في 27 يوليو 1908 في أديلايد في أستراليا، وتوفي في 1992.

## وصلات خارجية
- لوري كينغ على موقع AustralianFootball.com (الإنجليزية)